# Roncus euchirus
Roncus euchirus är en spindeldjursart som först beskrevs av Simon 1879.  Roncus euchirus ingår i släktet Roncus och familjen helplåtklokrypare. Inga underarter finns listade i Catalogue of Life.